# Dieter Stappert
Dieter Stappert (né le 13 octobre 1942 à Villach et mort le 17 octobre 2008) est un journaliste sportif autrichien et directeur d'équipe dans le sport automobile.

## Biographie
En 1977, Dieter Stappert est rédacteur en chef du magazine suisse consacré au sport automobile  Stappert Powerslide, plus tard rebaptisé Motorsport aktuell.
Parallèlement à son travail de journaliste, il est, de 1977 à 1985, employé par BMW Motorsport GmbH, le département compétition du constructeur automobile allemand BMW. Sous sa direction, Nelson Piquet devient le premier champion du monde de Formule 1 au volant d'une monoplace turbocompressée, en 1983, au volant d'une Brabham-BMW.
À partir de 1985, Dieter Stappert est responsable du programme de partenariat avec le sport automobile pour la marque de cigarettes HB. Il est responsable du programme rallye de Audi Sport et, plus tard, responsable des activités de course du département des sports du fabricant de motos Honda.
Depuis 1997, Stappert dirige sa propre écurie de course de moto 250 cm3 et a engagé notamment les pilotes Ralf Waldmann, Helmut Bradl et son fils Stefan Bradl.
Dieter Stappert est victime d'une crise cardiaque le 19 juin 2008, à l'aéroport de Munich, alors qu'il se rendait à Donington Park. Il sombre dans le coma et meurrt le 17 octobre 2008.